# Élections législatives de 1967 aux Comores
Les élections législatives françaises de 1967 se déroulent le 5 mars 1967. Dans le territoire des Comores, deux députés sont à élire dans le cadre d'une circonscription.

## Élus
| Circonscription        | Député sortant            | Parti | Parti   | Député élu ou réélu       | Parti | Parti |
| ---------------------- | ------------------------- | ----- | ------- | ------------------------- | ----- | ----- |
| Circonscription unique | Ahmed Mohamed             |       | UNR-UDT | Ahmed Mohamed             |       | UD-Ve |
| Circonscription unique | Said Ibrahim bin Said Ali |       | UNR-UDT | Said Ibrahim bin Said Ali |       | UD-Ve |

## Résultats

### Résultats à l'échelle du territoire
|                | Union des démocrates pour la Ve République | 93 237  | 100,00 | 2 |  |  |
|                | Union des républicains de progrès          | 93 237  | 100,00 | 2 |  |  |
|                |                                            |         |        |   |  |  |
| Inscrits       | Inscrits                                   | 110 346 | 100,00 | 2 |  |  |
| Abstentions    | Abstentions                                | 16 931  | 15,34  |   |  |  |
| Votants        | Votants                                    | 93 415  | 84,66  |   |  |  |
| Blancs et nuls | Blancs et nuls                             | 178     | 0,19   |   |  |  |
| Exprimés       | Exprimés                                   | 93 237  | 99,81  |   |  |  |

### Résultats par circonscription
| |                                                             |        |        |  |  |
| Liste des candidats Ve République | 1.Said Ibrahim bin Said Ali (UD-Ve) 2.Ahmed Mohamed (UD-Ve) | 93 237 | 100,00 |  |  |
| |                                                             |        |        |  |  |
| Inscrits | 110 346                                                     | 100,00 | 2      |  |  |
| Abstentions | 16 931                                                      | 15,34  |        |  |  |
| Votants | 93 415                                                      | 84,66  |        |  |  |
| Blancs et nuls | 178                                                         | 0,19   |        |  |  |
| Exprimés | 93 237                                                      | 99,81  |        |  |  |
| Source : France, Ministère de l'intérieur. Les Elections législatives . Métropole., la Documentation française, 1967 (lire en ligne) |                                                             |        |        |  |  |